# دومكا
دومكا رمزها «DU» (بالإنجليزية: Dumka)‏ ، هو تقسيم إداري لدولة الهند تتبع ولاية جهارخاند (بالإنجليزية: Jharkhand)‏ ، مركزها هو مدينة دومكا (بالإنجليزية: Dumka)‏ عدد سكانها حسب تعداد سنة 2001 هو 1,754,571 ، مساحتها 5,518 كم² وكثافة السكان 318 لكل كم² .

## المناخ
يظهر الجدول التالي التغييرات المناخية على مدار السنة لدومكا:
| البيانات المناخية لـدومكا         | البيانات المناخية لـدومكا | البيانات المناخية لـدومكا | البيانات المناخية لـدومكا | البيانات المناخية لـدومكا | البيانات المناخية لـدومكا | البيانات المناخية لـدومكا | البيانات المناخية لـدومكا | البيانات المناخية لـدومكا | البيانات المناخية لـدومكا | البيانات المناخية لـدومكا | البيانات المناخية لـدومكا | البيانات المناخية لـدومكا | البيانات المناخية لـدومكا |
| الشهر                             | يناير                     | فبراير                    | مارس                      | أبريل                     | مايو                      | يونيو                     | يوليو                     | أغسطس                     | سبتمبر                    | أكتوبر                    | نوفمبر                    | ديسمبر                    | المعدل السنوي             |
| --------------------------------- | ------------------------- | ------------------------- | ------------------------- | ------------------------- | ------------------------- | ------------------------- | ------------------------- | ------------------------- | ------------------------- | ------------------------- | ------------------------- | ------------------------- | ------------------------- |
| الدرجة القصوى °م (°ف)             | 33.3 (91.9)               | 35.6 (96.1)               | 42.8 (109.0)              | 46.3 (115.3)              | 48.3 (118.9)              | 45.2 (113.4)              | 41.5 (106.7)              | 38.6 (101.5)              | 38.1 (100.6)              | 37.6 (99.7)               | 35.8 (96.4)               | 31.2 (88.2)               | 48.3 (118.9)              |
| متوسط درجة الحرارة الكبرى °م (°ف) | 25.9 (78.6)               | 28.9 (84.0)               | 34.3 (93.7)               | 38.4 (101.1)              | 37.5 (99.5)               | 35.5 (95.9)               | 32.7 (90.9)               | 32.5 (90.5)               | 32.9 (91.2)               | 33.0 (91.4)               | 30.5 (86.9)               | 27.0 (80.6)               | 32.4 (90.4)               |
| متوسط درجة الحرارة الصغرى °م (°ف) | 10.2 (50.4)               | 13.2 (55.8)               | 17.4 (63.3)               | 22.3 (72.1)               | 23.9 (75.0)               | 24.7 (76.5)               | 24.1 (75.4)               | 23.7 (74.7)               | 23.6 (74.5)               | 21.0 (69.8)               | 16.0 (60.8)               | 11.1 (52.0)               | 19.3 (66.7)               |
| أدنى درجة حرارة °م (°ف)           | 1.7 (35.1)                | 1.8 (35.2)                | 5.8 (42.4)                | 13.8 (56.8)               | 14.5 (58.1)               | 17.8 (64.0)               | 13.4 (56.1)               | 16.8 (62.2)               | 13.8 (56.8)               | 11.8 (53.2)               | 4.8 (40.6)                | 2.8 (37.0)                | 1.7 (35.1)                |
| الهطول مم (إنش)                   | 9.0 (0.35)                | 15.0 (0.59)               | 21.0 (0.83)               | 35.0 (1.38)               | 72.0 (2.83)               | 198.0 (7.80)              | 343.0 (13.50)             | 293.0 (11.54)             | 273.0 (10.75)             | 116.0 (4.57)              | 9.0 (0.35)                | 7.0 (0.28)                | 1٬391 (54.77)             |
| متوسط الأيام الممطرة              | 1.5                       | 2.3                       | 2.2                       | 2.8                       | 6.3                       | 11.3                      | 18.9                      | 16.9                      | 14.1                      | 5.7                       | 1.1                       | 0.8                       | 83.9                      |
| متوسط الرطوبة النسبية (%)         | 60                        | 53                        | 47                        | 50                        | 60                        | 73                        | 83                        | 83                        | 81                        | 74                        | 65                        | 62                        | 66                        |
| المصدر: NOAA (1971-1990)          |                           |                           |                           |                           |                           |                           |                           |                           |                           |                           |                           |                           |                           |